# مونتغومري
مونتغمري (بالإنجليزية: Montgomery)‏ هي عاصمة ولاية ألاباما الأمريكية، وهي مقر مقاطعة مونتغومري. سميت المدينة على الجنرال ريتشارد مونتغومري، وهي تقع على نهر ألاباما، في سهل ساحل الخليج. يبلغ عدد سكانها 201,332 نسمة حسب تعداد عام 2013. وهي ثاني أكبر مدن الولاية بعد برمنغهام،  وترتيبها 115 بين أكبر مدن الولايات المتحدة. وقد بلغ عدد سكان منطقة مونتغومري الإحصائية في عام 2010 ما يقدر بنحو 374,536 نسمة. وهي رابع أكبر منطقة حضرية في الولاية و 136 بين المناطق الحضرية في الولايات المتحدة.
تأسست المدينة في عام 1819 عندما تم دمج مدينتين تقعان على طول نهر ألاباما. وأصبحت عاصمة الولاية في عام 1846، ومثلت تحول السلطة إلى المنطقة الجنوبية الوسطى مع نمو القطن كمحصول سلعي في الحزام الأسود وصعود مدينة موبيل كميناء تجاري على ساحل الخليج. تم اختيار مونتغومري كأول عاصمة للولايات الكونفدرالية في فبراير 1861، حتى انتقل مقر الحكومة إلى ريتشموند، فيرجينيا، في مايو من ذلك العام. خلال منتصف القرن العشرين، كانت مونتغمري مركزا رئيسيا للأحداث والاحتجاجات في حركة الحقوق المدنية،  بما في ذلك عملية مقاطعة الحافلات والمسيرات من سيلما إلى مونتغمري.
بالإضافة إلى كونها مقرا للعديد من الوكالات الحكومية في ولاية ألاباما، تحظى مونتغمري بوجود عسكري كبير بسبب وجود قاعدة ماكسويل الجوية؛ وكذلك الجامعات العامة مثل جامعة ولاية ألاباما، جامعة تروي (الحرم الجامعي مونتغمري)، جامعة أوبورن في مونتغمري. وكذلك الكليات والجامعات الخاصة مثل جامعة فولكنر وكلية هنتينغدون؛ وكذلك الصناعات مثل مصنع هيونداي موتورز في ألاباما؛  والمعالم الثقافية مثل مهرجان شكسبير في ألاباما ومتحف مونتغمري للفنون الجميلة.
تم تسمية سفينتين في سلاح البحرية الأمريكية على المدينة، بما في ذلك السفينة الحربية الأمريكية مونتغمري.
وقد فازت مونتغومري بالعديد من الجوائز الوطنية: أفضل مدينة تاريخية من جريدة يو إس إيه توداي، مدينة كل الأمريكيين في عام 2014 من قبل الرابطة المدنية الوطنية، «صاحبة أعلى نمو وظيفي» في عام 2014 من قبل ziprecruiter.com، و «أسعد مدينة في ولاية ألاباما». وقد تم الاعتراف مونتغمري أيضا على الصعيد الوطني لمشاريعها العمرانية الجديدة. وكانت إحدى المدن الأولى في البلاد التي تطبق نظام كود تقسيم المناطق الذكي.

## الاسم والتاريخ
اسمها مشتق من الجنرال «ريتشارد مونتغومري» أحد قادة الثورة الأمريكية التي وقعت مابين 1775م و1783م.

## السكان
يبلُغ عدد سكان مدينة مونتغرمي 202 ألف نسمة تقريبًا.

## الصناعة
تعدُّ مدينة مونتغومري مركزًا مُهمًّا بالنسبة لسوق القطن والمواشي، وتشتهر بصناعة القطن والمنسوجات.

## التعليم
يوجد في مدينة مونتغومري أربع جامعات وهي: جامعة ألاباما الحكومية التي تأسست عام 1874م، وجامعة فولكنز، وجامعة تروي الحكومية، وجامعة أوبورن.